# Shy (манга)
Shy (яп. シャイ; стилизованно маюскулом, как англ. SHY) — японская супергеройская манга написанная и проиллюстрированное Букими Мики. Главы публикуются в журнале «Weekly Shōnen Champion» с августа 2019 года. На январь 2025 года имеются двадцать семь томиков танкобонов. Аниме-сериал создана студией 8-Bit и транслировалась в период с октября по декабрь 2023 года. Второй сезон транслировался с июля по сентябрь 2024 года.
Сюжет происходит в мире, где каждая страна имеет собственного супергероя. Повествование разворачивается вокруг Теру Момиджияма, японской героини с псевдонимом Стесняшка (англ. Shy — застенчивый, робкий). Она сотрудничает с другими героями Земли, чтобы отгородиться от зла и сохранить мир во всём мире. Работает над своей сильной застенчивости, учится справляться со страхами и неуверенностью. Главная угроза — группа суперзлодеев Амарарируку, возглавляемая её лидером Стигмой.

## Краткое содержание

### Сюжет
Мир находился на пороге Третьей мировой войны. Но появились супергерои, чтобы установить порядок и наступила новая эра мира во всём мире. После устранения угрозы войны, каждый герой вернулся в свою страну, чтобы помочь в решении внутренних решений, где их приняли граждане. Для лучшего общения, все герои собираются в Космическом штабе (яп. ヒーローたちの隠れ家 Hīrōtachi no Kakurega), космическая станци, служащая для наблюдения и обсуждения дел на Земле. Сила героев связана с «сердцем», которое они защищают, либо им манипулируют злодеи. Каждый герой имеет браслеты (яп. 天心輪, Tenshinrin), позволяющий превращаться из гражданского в героя и разговаривать с любым человеком на планете на его языке. Когда герой синхронизиуерт своё сердце с браслетом, они становятся источником силы и способностей, накапливая «Силу сердца», которую можно использовать по своему усмотрению. Чем решительней и убидетельней герой, тем могущественнее он может стать. Если «Сила Сердца» героя истощяется, он превращается в свою обычную форму. Злодеи же, могут манипулировать сердцем, заставляя человека носить кольца особого типа, которые связаны с их лидером, так как кольца сделаны из частей его сердца. Эти кольца способны вытягивать из сердца человека самые тёмные чувства, которые могут проявиться на его теле в виде чёрных кристаллов.

## Сюжет
Мир, где появились супергерои, изменился навсегда. Они совершают подвиги для защиты человечества и во имя мира. Одной из них стала застенчивая 14-летняя Тэру Момидзияма из Японии, получившая прозвище «Стесняшка».

## Производство
В 2016 году автор-новичок Букими Мики написал и проиллюстрировал 43-страничный ваншот-историю под названием «SHY». Эта история стала победителем в категории «Newcomer's Grand Prize» проводимый крупным японским издательством Akita Shoten в конкурсе «Next Champion», который проводится для начинающих авторов манги. Тогда ваншот был опубликован в седьмом номере журнала Shonen Champion от 12 января 2017 года, примерно за два года, как история стала издаваться постоянно. По словам автора, идея создания этой манги пришла к нему из размышлений о том, каким человеком он был бы, если бы был героем истории. Он размышлял о создании героя, который не только боролся бы со злом, но и спасал сердце и душу отдельного человека. Он черпал вдохновение в фильмах созданных по мотивам комиксов изданных Marvel Comics и DC Comics. Создавая персонажей, Мики начинал с их слабых сторон и личных качеств, на их основе создавал суперсилы и способности, затем давал им личные имена, основанные на обычных словах или реальных личностях. Особенно много себя он вкладывает в Тэру, так как считает, что её характер близок к тому, каким он является на самом деле.

## Медиа

### Манга
Манга написана и проиллюстрирована Букими Мики. Главы публикуются в журнале Weekly Shōnen Champion с первого августа 2019 года. Издательством Akita Shoten главы собраны в танкобоны. Первый томик вышел 6 декабря 2019 года. На 7 февраля 2024 года было выпущено 23 томика.
Манга была линцезирована в Европе следующими издателями: во Франции издательством Kana в сентябре 2020 году, в Германии Kazé в октябре 2020 года, в Испании Panini Comics в апреле 2021 года, а в Италии Panini Comics в августе 2021 года. В июле 2022 года на американском аниме-фестивале Anime Expo издательством Yen Press было анонсировано, что они лицензируют на английский язык мангу Shy в Северной Америке.

### Аниме
Аниме-сериал был анонсирован 6 октября 2022 года студией 8-Bit. Режиссёром стал Масаоми Андо, сценаристом Ясухиро Наканъиси, главный дизайнер персонажей Юити Танак с дополнительным дизайном Рисой Такай и Акихиро Суэда, а композитором стал Хинако Цубакияма. Эпизоды транслировались с 3 октября по 19 декабря 2023 года на телеканале TV Tokyo, его партнёрах и других сетях. В аниме используется четыре музыкальные темы: одна открывающая и три закрывающие. Открывающая тема — «Shiny Girl» исполненная MindaRyn. Главная закрывающая тема —  "Beside You" (яп. シリタイキモチ Shiritai Kimochi), исполнена Сино Симодзи и Нао Тояма. Закрывающая тема четвёртвого эпизода — "You Are My Only Hero" (яп. 君だけがヒーロー Kimi Dake ga Hīrō), исполнена Нао Тояма. Закрывающая тема для пятого эпизода "The Blue Sky: As I Am" (яп. 私の青い空〜As I am〜 Watashi no Aoi Sora 〜As I am〜) исполнена Сино Симодзи. Стриминговый сервис Crunchyroll лицензировала сериал за пределами Азии. Другой сервис Muse Communication лицензировал сериал в Южной и Юговосточной Азии. На 13 октября 2023 года Crunchyroll анонсировал, что сериал получит английскую озвучку, премьера которого состоялась в следующий понедельник.
Второй сезон был анонсирован после последнего эпизода первого сезона 19 декабря 2023 года. Премьера состоялась 1 июля 2024 года.

## Восприятие
Джейкоб Паркер-Дэлтон написавший статью для OTAQUEST, сравнил Shy с другой мангой — Моя геройская академия. Которая публикуется в еженедельном журнале Weekly Shonen Jump издательства Shueisha. Обе манги имеют общие черты, например, оба главных героя — молодые супергерои-новички, а планета населена людьми со сверхспособностями. Он отметил, что в Shy, не так много героев, как в Моя геройская академия. И написал, что главный злодей мрачнее и загадочнее, сказав, что Стигма «определённо мрачнее, ведь они охотятся на самые тёмные места человеческого сердца, превращая жертв в таких развращённых монстров, которых можно увидеть в субботнем утреннем эпизоде аниме-сериала Сейлор Мун». А так же о том, как он «становится всё более зловещим, поскольку их личности и мотивы остаются окутанными тайной». В конце отмечая более серьёзную драму в этой истории, он пишет «Неумелость [«Стесняшки»] как героя, вызванная в некоторой степени её застенчивым нравом, теперь может привести к ощутимым человеческим жертвам. Большая часть первого тома и основной части сериала посвящена этой реальной человеческой драме, подобной которой, вероятно, никогда не было бы опубликовано в журнале Weekly Shōnen Jump».
Стивен Блэкбёрн в статье для новостного инфотейнмент-портала Screen Rant высоко оценил Shy, назвав её «недооценённой» мангой. Похвалил за то, что история «мастерски углубляется в неуверенность героя и гражданского лица оригинальными способами, которые другие издатели, включая DC и Marvel Comics ещё предстоит выполнить».
В 2020 году была номинантом на Шестую премию Next Manga Award в категории «Печатная манга». К июню 2023 года было продано более одного миллиона копий.